# أندرو ماكدونالد
أندرو ماكدونالد (بالإنجليزية: Scot MacDonald)‏ هو سياسي أسترالي، ولد في 15 فبراير 1961. حزبياً، نشط في الحزب الليبرالي الأسترالي. وقد انتخب عضو المجلس التشريعي نيو ساوث ويلز.